# Municipio de Virginia (Iowa)
El municipio de Virginia (en inglés: Virginia Township) es un municipio ubicado en el condado de Warren en el estado estadounidense de Iowa. En el año 2010 tenía una población de 1051 habitantes y una densidad poblacional de 11,13 personas por km².

## Geografía
El municipio de Virginia se encuentra ubicado en las coordenadas 41°12′11″N 93°43′53″O / 41.20306, -93.73139. Según la Oficina del Censo de los Estados Unidos, el municipio tiene una superficie total de 94.41 km², de la cual 94,14 km² corresponden a tierra firme y (0,29 %) 0,27 km² es agua.

## Demografía
Según el censo de 2010, había 1051 personas residiendo en el municipio de Virginia. La densidad de población era de 11,13 hab./km². De los 1051 habitantes, el municipio de Virginia estaba compuesto por el 99,62 % blancos, el 0,1 % eran afroamericanos, el 0,1 % eran amerindios, el 0,1 % eran de otras razas y el 0,1 % eran de una mezcla de razas. Del total de la población el 0,67 % eran hispanos o latinos de cualquier raza.